# Горський Олександр Костянтинович
Олександр Костянтинович Горський (1886—1943) — російський філософ, поет, публіцист, представник російського космізму Публікувався під псевдонімами А. Горностаєв, О. Остромиров, О. Гробов, Лучицький А. К..

## Біографія
Народився у сім'ї православного священика. У 1897—1902 навчався у Стародубському духовному училищі, у 1902—1906 — у Чернігівській семінарії, потім — у Московській духовній академії. Після закінчення академії (1910) був залишений для підготовки до професорського звання. Поглиблений інтерес до релігійно-філософської проблематики призвів до зближення (1906) з П. Флоренським, В. Тернавцевим, Л. Шестовим. Пізніше познайомився з вченням М. Федорова (1912). Ідея подолання смерті як найвищої мети людства визначила ставлення Горського до завдань літературної творчості.
Наслідування вчення Федорова призвело до відмови від прийняття сану і розбіжності з церквою. Зблизився з І. Брихнічевим і друкувався у журналі «Нове вино» (1913 № 2-3).
В 1913 був направлений викладати латинь і російську словесність в Одеську семінарію. Спільно з Брихнічевим видав збірку «Всесвітня справа» (вип. 1, Одеса, 1914), присвячений десятиліттю від дня смерті Федорова. З 1922 жив у Москві, опублікував книги про Толстого і Федорову «Перед лицем смерті» (1928) та «Н. Ф. Федоров та сучасність. Нариси» (вип. 1-4, Харбін, 1928-1933).
З 1920 по 1922 рік Горський був завідувачем лекторського бюро в Уполіпросвіті міста Вознесенська Одеської губернії. У 1922 р. Горський переїхав до Москви і зайнявся літературною діяльністю.
10 червня 1927 року Горського було заарештовано за звинуваченням у створенні «невеликого угруповання так званих „федорівців“», «пропаганді „реакційного вчення Федорова“» та «зносинах з антирадянською еміграцією для використання релігійних настроїв віруючих з антирадянською метою». 17 серпня 1927 р. він був звільнений під підписку про невиїзд, потім справу було припинено.
11 січня 1929 року Горський був заарештований за звинуваченням в «участі в контрреволюційній організації». У цій справі, крім Горського, заарештували ще п'ятьох людей. Цей арешт Горського був із арештами учасників гуртка «Воскресіння», із якими він спілкувався. Ухвалою Особливої наради при Колегії ОГПУ від 22 липня 1929 р. Горський був укладений у виправно-трудовий табір терміном на 10 років.
В 1937 він був достроково звільнений за «ударну працю на будівництві Біломоро-Балтійського каналу» і оселився в Калузі.
Під час Великої Вітчизняної війни, 4 лютого 1943 року, Горського знову заарештували і звинуватили в тому, що під час німецької окупації Калуги він «підтримував зв'язок з німецькими офіцерами», «відвідував редакцію фашистської газети «Новий шлях»», «намагався відкрити скарби церква з метою пропаганди у ній антирадянської діяльності», «серед близьких знайомих активно проводив антирадянську агітацію», «було залишено у Калузі щодо шпигунської роботи на користь Німеччини». 2 червня 1943 року його справу було направлено на розгляд Особливої наради при НКВС СРСР із пропозицією засудити його до розстрілу. Але 24 серпня 1943 р. Горський помер у тюремній лікарні в Тулі. Він був реабілітований в 1999 році.

## Літературна діяльність
До виданої разом із Брихничовим збірки «Всесвітня справа» були включені вірші та статті Горського. Серед них — стаття «Тяга земна» про філософські та життєві контакти М. Федорова та В. Соловйова. Пізніше на цю тему Горський присвятив книгу «Рай землі» (Харбін, 1929).
Спробував дати поетичну інтерпретацію вчення Федорова у збірнику віршів «Глибокого ранку. (Пісноспів)» (Москва, 1913; виступав під псевдонімом А. А. Горностаєв, А.А. Остроміров, А.А. Гробов, Лучицький О. К.), в якому відзначається вплив В. Соловйова та раннього О. Блока. Невисока якість віршів визначилися неоригінальністю образного ладу та неоформленістю думки.
Горський брав активну участь у літературному житті Одеси, публікував вірші та статті про музику в журналі «Південний музичний вісник» (1914—1917). Зблизився з молодими одеськими поетами - Е. Багрицьким, І. Бобовичем, А. Фіолетовим та іншими. Опублікував рецензію на збірку «Авто у хмарах» (Одеса, 1916), де високо оцінив тематичне та формальне новаторство авторів збірки. Горський особливо виділив Багрицького та московських учасників - В. Шершеневича та С. Третьякова («Південний музичний вісник», 1916, № 3-4). Взяв участь у збірці «Сьоме покривало» (Одеса, 1916). Його вірші різко відрізнялися своїм романтичним настроєм та філософськими та богословськими темами.
Автор книг «Перед лицем смерті» (1928) про Л. Толстом та Н. Федорова та «Н. Ф. Федоров та сучасність. Нариси» (вип. 1-4, Харбін, 1928-1933).